# Grünanlage Willersweg

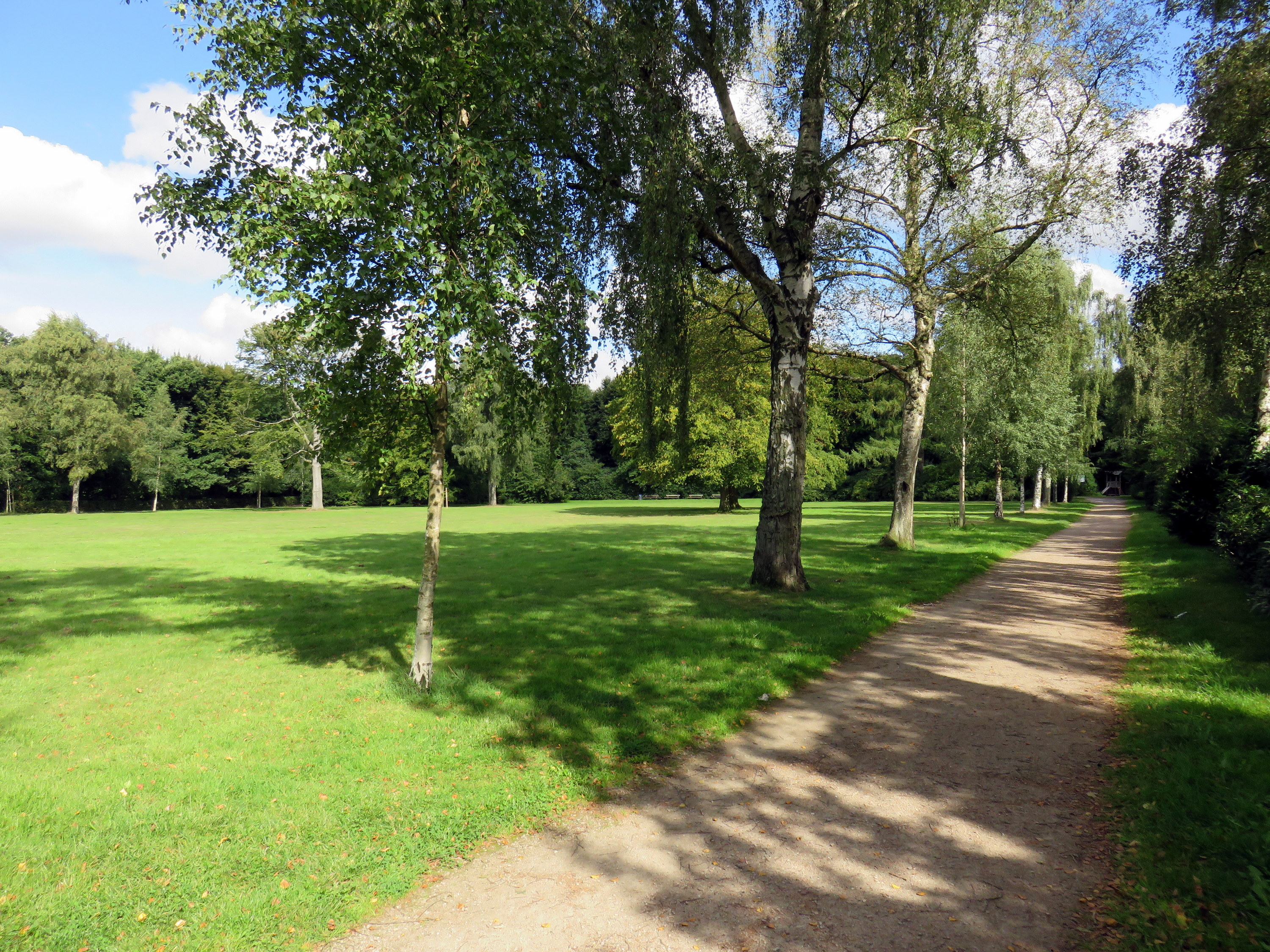
Die Grünanlage Willersweg

Die Grünanlage Willersweg im Hamburger Stadtteil Langenhorn mit einer Fläche von 3,6 Hektar ist Teil der von Fritz Schumacher geplanten und nach ihm benannten Kleinhaussiedlung aus den Jahren 1912 und 1913. Der Park selbst wurde um 1914 von Otto Linne konzipiert.
Die Grünanlage gehörte zum damaligen Konzept der Gartenstadt und sollte unterschiedliche Bedürfnisse der Bewohner befriedigen. Damals war ein Blumengarten angelegt, der von Hecken umzäunt wurde (wie er beispielsweise im Hammer Park erhalten geblieben ist) und an den sich eine großflächige Wiese anschloss. Am nördlichen Ende der von einer Birkenallee begrenzten Wiese ist ein Waldstück, das von Parkwegen durchzogen ist und einen Spiel- und Sportplatz mit einschließt. Im Wald sind Rhododendren gepflanzt. 
Im Lauf des Bestehens der Anlage änderte sich das Erscheinungsbild zum Teil erheblich: So wurde der Blumengarten nach 1945 durch eine Wiesenfläche ersetzt und die Birkenallee mit anderen Bäumen ergänzt.